# 東光寺 (岐阜県八百津町)
東光寺（とうこうじ）は、岐阜県八百津町にある高野山真言宗の寺院。山号は醫王山。

## 歴史
天永年間(1110年～1113年)、鳥羽天皇は、六十余州に天永寺を建立したとされる。
寺伝によると「美濃の天永寺は加茂郡細目村の東光寺也。今は大梁に在り」と。
文明5年(1473年)、火災により焼失した。
永正年間(1504年～1521年)、加茂郡細目村本郷三本松に梵刹を建立して天永寺を復興し、禅宗に改宗して大梁山 天寧寺と改称した。開基は土岐氏と言われている。
安土桃山時代の天正年間（1573年～1591年）、再び火災で焼失したので、和知城主の稲葉方通が再建し真言宗に改宗し、醫王山 東光寺とした。
以来、和知稲葉氏によって庇護されていたが、延宝4年（1676年）、和知稲葉氏に後嗣が無くて断絶すると庇護者を失い寺領を失い廃寺となった。
天和3年(1683年)、権大僧都法師良賢が、細目本郷より大梁村の旧寺址の現在地に寺を遷して再建した。
享保4年(1720年)、三度目の火災で焼失した。当時の住職であった宥盛法印は、極力復興を図り塔頭を旧観に復した。
昭和48年(1973年)、岐阜県教育委員会文化課の徳松正広が、須賀の西畑遺跡において天永寺の頃と思われる焼けた瓦の破片を採取したことにより史実を裏付ける有力な資料となった。
四年毎の御開帳では信者の善の綱が、山上の東光寺から下の須賀の集落まで張られるという。

## 境内
昭和時代後期に開通した農免道路により寺域が二分されたが、道下には弁財天を祀る池がある。また道端には道路建築の為に移築された薬師堂址の碑がある。
道より五十二段の石段を登ると、狭い敷地に観音堂・不動尊堂・薬師堂が棟を並べている。鐘楼は崖から、はみ出しているように見える。
東端にある薬師堂は下から移築されたもので中に薬師如来像が祀られている。像高105cmの寄木造で平安時代の作である。
脇侍の日光菩薩と月光菩薩は立像で欠失が少ない。
不動尊堂との間には、昭和18年(1943年)に裏山の天永山の中腹から山水が引かれ光福水と呼ばれている。東光寺の「光」と導水の力となった安藤福一の「福」から名付けられた。
東光寺の本堂は木造平屋建て、入母屋、桟瓦葺き、妻入り、桁行3間、張間3間、正面1間向拝付き、外壁は真壁造り白漆喰仕上げである。
観音堂には、十一面観音立像が祀られている。

## 文化財
寺宝である木造薬師如来並びに両脇侍は平安時代に製作されたもので中尊像高99.0cm、脇侍（月光菩薩・日光菩薩）像高106.0cm、寄木造で、昭和32年（1958年）に岐阜県指定重要文化財に指定された。
木造十一面観音立像は藤原時代に製作されたもので、像高約1m、一木造、昭和32年（1957年）に八百津町指定文化財に指定された。